# Angical do Piauí
Angical do Piauí is een gemeente in de Braziliaanse deelstaat Piauí. De gemeente telt 6.793 inwoners (schatting 2009).